# Morderstwo w Mezopotamii
Morderstwo w Mezopotamii (ang. Murder in Mesopotamia) – powieść kryminalna Agaty Christie. Wydana po raz pierwszy w 1936 roku.

## Opis fabuły
Główną bohaterką jest trzydziestoletnia pielęgniarka, siostra Leatheran, która na prośbę słynnego archeologa, Erica Leidnera, wyjeżdża na Bliski Wschód, na teren prowadzonych przez niego wykopalisk. Ma się tam nieustannie opiekować żoną Leidnera, uznawaną powszechnie za egoistkę i hipochondryczkę. Luiza Leidner rzekomo ma zwidy i lęki.
Po przybyciu na miejsce siostra Leatheran zaprzyjaźnia się jednak z Luizą Leidner. Ta opowiada jej o sprawie dręczącej ją od lat. Okazuje się, że kobieta za młodu poślubiła niemieckiego szpiega. Z początku nie wiedziała, kim on jest; gdy domyśliła się prawdy, postanowiła wydać męża w ręce władz. Ów Niemiec, Fryderyk, jak oficjalnie uznano, zginął później w wypadku, gdy przewożono go do więzienia. Pani Leidner jest jednak głęboko przekonana, że Fryderyk wciąż żyje – przez wiele lat dostawała bowiem listy z pogróżkami, w których ktoś podpisujący się jego nazwiskiem grozi jej śmiercią w razie gdyby odważyła się wyjść za innego mężczyznę. Luiza przez cały czas żyła w śmiertelnym strachu, pewna, że jest pod czyjąś ustawiczną obserwacją. Gdy wyszła za słynnego archeologa i wyjechała z nim, udało jej się na jakiś czas zapomnieć o sprawie. Tymczasem parę dni wcześniej, właśnie w Mezopotamii, znów zaczęła dostawać tajemnicze listy. Kobieta boi się teraz o swoje życie, przekonana, że psychopata odnalazł ją i będzie szukał zemsty.
Siostra Leatheran nie wie, co sądzić o tej sprawie. Postanawia na wszelki wypadek strzec czujnie pracodawczyni. Już jednak po kilku dniach od opowiedzenia swej historii Luiza Leidner ginie. Ktoś zamordował ją w jej własnym pokoju ciosem w głowę. Sposobność do popełnienia zbrodni miał niemal każdy z członków ekspedycji. Do rozwikłania sprawy zostaje sprowadzony światowej sławy detektyw, Hercules Poirot, który proponuje siostrze Leatheran współpracę. Teraz oboje starają się wykryć mordercę, który prawdopodobnie znajduje się wśród uczestników wyprawy. Czy to naprawdę możliwe, że jest tu gdzieś przebrany Fryderyk lub ktoś z jego rodziny?
Wkrótce jedna z uczestniczek wyprawy, Anna Johnson, zaczyna zachowywać się bardzo dziwnie. Zwierza się siostrze Leatheran, że odkryła, w jaki sposób ktoś z zewnątrz mógł dostać się na teren wykopalisk, co wcześniej wydawało się niemożliwe. Kobieta nie chce jednak powiedzieć nic więcej, a wkrótce... i ona zostaje zamordowana.

## Rozwiązanie
Pierwszy mąż pani Leidner rzeczywiście wciąż żyje. Obserwował ją i w pewnym momencie ponownie pojawił się w jej życiu, jako... drugi mąż, doktor Eric Leidner. Przez wiele lat Luizie Leidner nie udało się odkryć, że jej dwóch kolejnych mężów było jedną i tą samą osobą. Mimo zawieranych w listach do żony gróźb nie zamierzał on jednak zamordować Luizy, którą ciągle głęboko kochał. W Mezopotamii do zbrodni popchnął go impuls – zauważył bowiem uczucie rodzące się między panią Leidner a jednym z uczestników wyprawy, Careyem. Pod wpływem zazdrości wymyślił idealny plan zbrodni. Zabił żonę, będąc przez cały czas na dachu budynku – co wszystkim wydawało się niemożliwe. Gdy Luiza wychyliła się przez okno, spuścił jej na głowę ciężar.
Leidner celowo sprowadził na teren wykopalisk siostrę Leatheran; chciał, by – korzystając ze swej wiedzy medycznej – nieświadomie zapewniła mu alibi. Uczyniła to, podając jako czas zgonu Luizy Leidner porę, w której archeolog znajdował się na dachu. Jej stwierdzenie pozornie odsuwało od niego wszelkie podejrzenia.
Panna Johnson przypadkiem znalazła w rzeczach Leidnera fragment pisanego do żony listu z pogróżkami i domyśliła się prawdy. Ponieważ od lat kocha Erica, nie zamierza oddawać go w ręce wymiaru sprawiedliwości. Kiedy więc siostra Leatheran nagabuje ją o jej dziwne zachowanie, rzuca fałszywą poszlakę, sugerując, że odkryła, iż ktoś z zewnątrz dostał się na teren wykopalisk. Chciała w ten sposób odwrócić podejrzenia od ukochanego, ten jednak wkrótce dowiaduje się, że Anna zna prawdę i zabija ją.
Swoim zwyczajem Hercules Poirot ujawnia prawdę w obecności wszystkich uczestników dramatu. Jest pewien winy Leidnera, wyznaje jednak, że zgromadził zbyt mało dowodów, by postawić go przed sądem. Morderca oświadcza wówczas, że nie ma zamiaru niczego ukrywać i że przyzna się do winy przed sądem.